# Перес де Кастро, Эваристо
Эваристо Перес де Кастро-и-Брито (исп. Evaristo Pérez de Castro y Brito; 26 октября 1769, Вальядолид — 28 ноября 1849, Мадрид, Испания) — испанский дипломатический и политический деятель. Госсекретарь Испании с 1820 по 1821 год. Председатель правительства Испании с 1838 по 1840 год.

## Биография
Эваристо Перес де Кастро родился 26 октября 1769 года в семье Педро Антонио Переса де Кастро, работавшего секретарём в Верховном кавалерийском совете Испании. Отучившись в Университете Алькалы, Эваристо отправился в Берлин, где в 1796 году закончил изучать иностранные языки.
Его дипломатическая карьера началась в 1798 году, когда он стал чиновником в посольстве Испании в Вене. Через два года он занял пост секретаря временного поверенного в делах Испании в Лиссабоне. В том же году он стал постоянным членом Королевской академии изящных искусств. Через семь лет вернувшись в Мадрид, он занял пост помощника государственного секретаря, что помогло ему изучить все тонкости работы испанской администрации, дипломатии и познакомиться с королевой Марией Луизой.
После вторжения французов в 1808 году, верховная хунта Испании отправила его в Байонну для встречи с пленённым королём Фердинандом VII. Прибыв в Байонну за два дня до отречения испанского короля от престола, Эваристо встретился с Педро де Себальосом, который передал ему два указа, подписанных Фердинандом VII. В первом указе король призывал верховную хунту взять управление страной в свои руки и продолжать войну против Франции, во втором указал совету Кастилии «как можно скорее» собрать независимый от французских оккупантов законодательный орган. Однако когда Эваристо доставил указы в Мадрид, верховная хунта уже была распущена, а оставшиеся её члены и министры присягнули на верность Наполеону. Учитывая очевидный риск восстания, связанный с публикацией указов в то время, министры сочли более благоразумным сжечь бумаги. Двое из этих министров: Мигель Хосе де Асанса и Гонсало О'Фарриль позже утверждали, что Перес де Кастро одобрил это решение, опасаясь того, что указы Фернандо могут дойти до ушей Наполеона или его маршала Мюрата. Неожиданный триумф при Байлене генерала Кастаньоса заставил Эваристо преодолеть сомнения и начать сотрудничество с повстанческими силами. С помощью Педро де Себальоса и Луиса де Ониса он смог восстановить утраченные указы и отправить их на рассмотрение в Верховную хунту. В 1809 году Эваристо вновь был отправлен в Лиссабон, для укрепления отношений между Испанией и Великобританией.
В 1810 году он вернулся в Испанию, где на выборах в Кадисские кортесы был избран депутатом от родной провинции Вальядолид. На одном из первых заседаний кортесов, Эваристо выступил в защиту свободы печати. Его либеральные настроения и опыт работы помощником государственного секретаря, позволили ему стать одним из тринадцати членов комиссии по написанию первой испанской конституции.
После возвращения Фернандо VII на испанский престол, Эваристо Перес де Кастро за свои либеральные настроения был изгнан из состава кортесов. Вернуться на дипломатическое поприще он смог только в 1818 году, став консулом в Гамбурге, и получив титул посла Испании в ганзейских городах. Там же, он узнал о своём назначении на пост Государственного секретаря. Вернувшись в Испанию в апреле 1820 года, он начал проводить политику умиротворения и умеренности в отношениях с европейскими державами. Фактически, ему удалось заставить европейские монархии принять политические изменения в Испании и не отзывать свои дипломатические миссии.  В качестве компенсации он выступал за нейтралитет Испании в вопросе Неаполитанской и Пьемонтской либеральных революций, в ходе которых на территории этих городов устанавливалась Кадисская конституция. Также, он вёл переговоры с США о передаче Флориды, таким образом способствуя разрядке американо-испанских отношений. Он покинул кабинет министров 2 марта 1821 года. После вторжения французов в 1823 году, он бежал во Францию, где жил в Байонне и Баньер-де-Люшоне.
После смерти Фердинанда VII в 1833 году, Эваристо вернулся на дипломатическую службу, в качестве полномочного представителя Испании в Португалии, где недавно была свергнута абсолютная монархия. В 1838 году он был назначен председателем испанского правительства и министром иностранных дел.

## Память
На фасаде молельни Сан-Фелипе Нери в Кадисе,  слева от двери находится бронзовая табличка с лавровыми венками и гербом Вальядолида на которой написано: «В память Эваристо Переса де Кастро, секретаря Кадисских кортесов и Конституционной комиссии 1812 года. Дань уважения от городского совета Вальядолида, 1912 год».
Его друг Франсиско де Гойя увековечил его на портрете, датированном между 1803 и 1808 годами, когда Эваристо находился в Лиссабоне. Сейчас эта картина выставлена в Лувре.

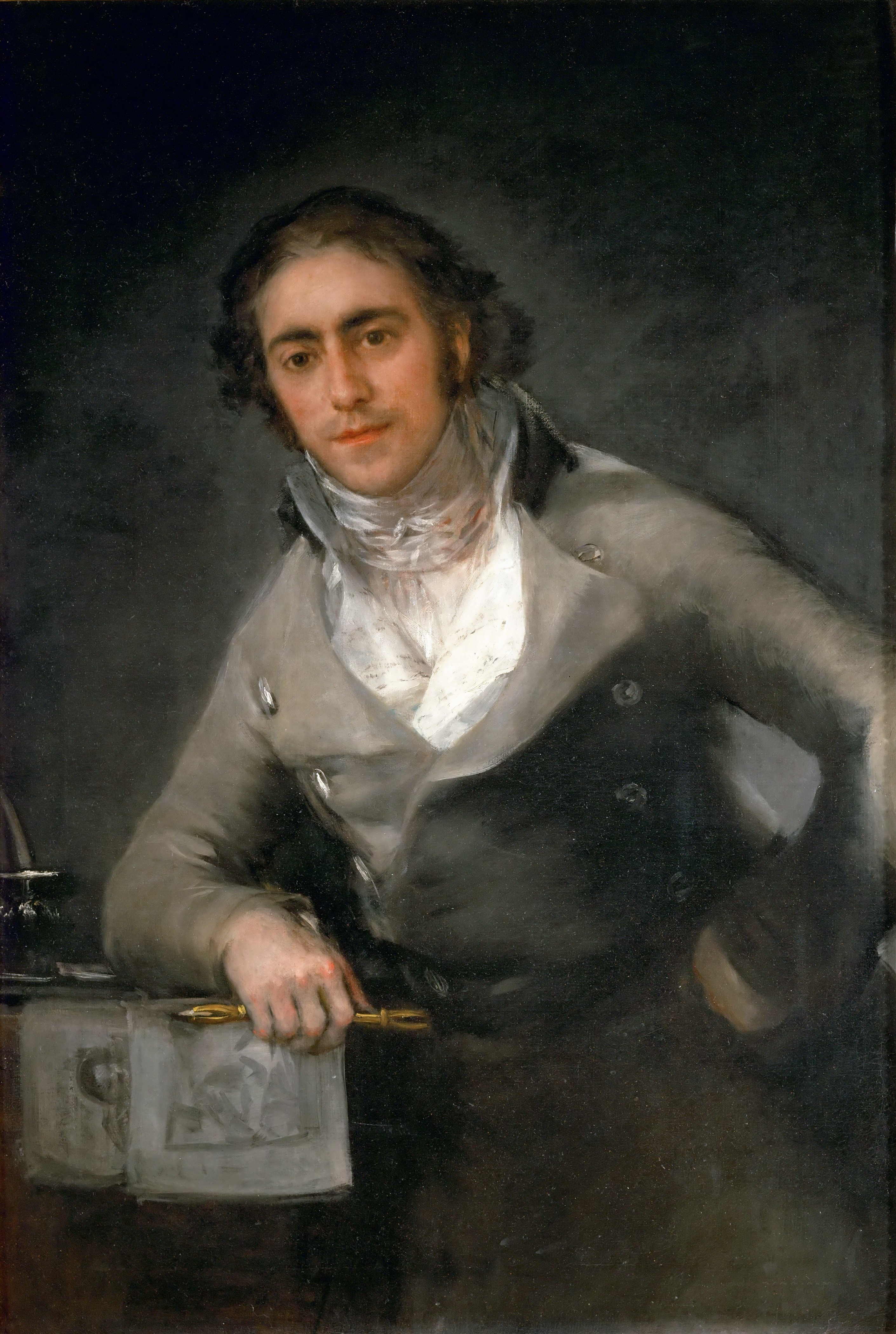
Портрет Эваристо Переса де Кастро, кисти Франсиско де Гойи.